# Горячев, Юрий Петрович
Юрий Петрович Горячев (род. 16 июня 1960, Одесса) — советский и украинский футболист, нападающий. Мастер спорта СССР с 1982 года. В высшей лиге чемпионата СССР провёл 91 матч, забил 27 голов. Под 43 номером вошёл в 50-ку из лучших игроков одесского Черноморца по версии football.ua. Входит в число украинских игроков которые забивали более ста голов в чемпионатах СССР (забил 119).

## Биография
Уроженец Одессы. Воспитанник СДЮШОР «Черноморец». Первый тренер — А. В. Руга. В первом полноценном сезоне в основном составе «Черноморца» продемонстрировал высокую результативность. Стал лучшим бомбардиром команды в 1980 году (14 голов). В 1981 году забил 8 голов в составе «моряков». Со следующего сезона показатели нападающего начали падать. За три последних года в составе «моряков» Горячев отметился лишь пятью голами за основной состав (ещё 23 было забито за дублеров, где Юрий становился лучшим бомбардиром в сезонах 1982 и 1985). Продолжил карьеру в первой лиге в команде «Колос» (Никополь).
В «Судостроитель» перешёл в 1988 году по приглашению тренера «корабелов» Геннадия Лисенчука. Дебют в команде состоялся 20 июля в Ровно в игре с «Авангардом». Счет забитым мячам в николаевской команде Горячев открыл в первом домашнем матче с житомирским «Спартаком» на 31-й минуте. В 1990 году в заключительном туре в матче на выезде с черкасским «Днепром» сделал дубль, который принёс «Судостроителю» серебряные медали украинской зоны второй лиги. Трижды становился лучшим бомбардиров команды в чемпионате СССР (1989 и 1991 самостоятельно, 1988 совместно с Грозовым и Машниным).
В первом чемпионате Украины также стал лучшим бомбардиром николаевской команды (1992). Всего в николаевских «Судостроителе» и «Эвисе» (так стала называться команда после распада СССР) в рамках чемпионатов СССР и Украины сыграл в 170 матчах забил 65 голов. Это четвёртый результат в истории команды.
Осенью 1992 уехал в Молдавию за клуб высшей лиги «Буджак». Затем некоторое время был в венгерском «Дебрецене».
Последним клубом в карьере Горяева стал швейцарский «Вальд».
После окончания игровой карьеры вернулся в Одессу и занялся бизнесом. Регулярно выходит на поле в составе команды ветеранов одесского «Черноморца».